# John Eliot (Missionar)

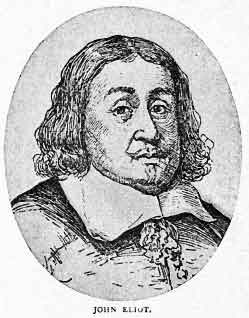
John Eliot

Titelseite der Indianerbibel des John Eliot (englisch)

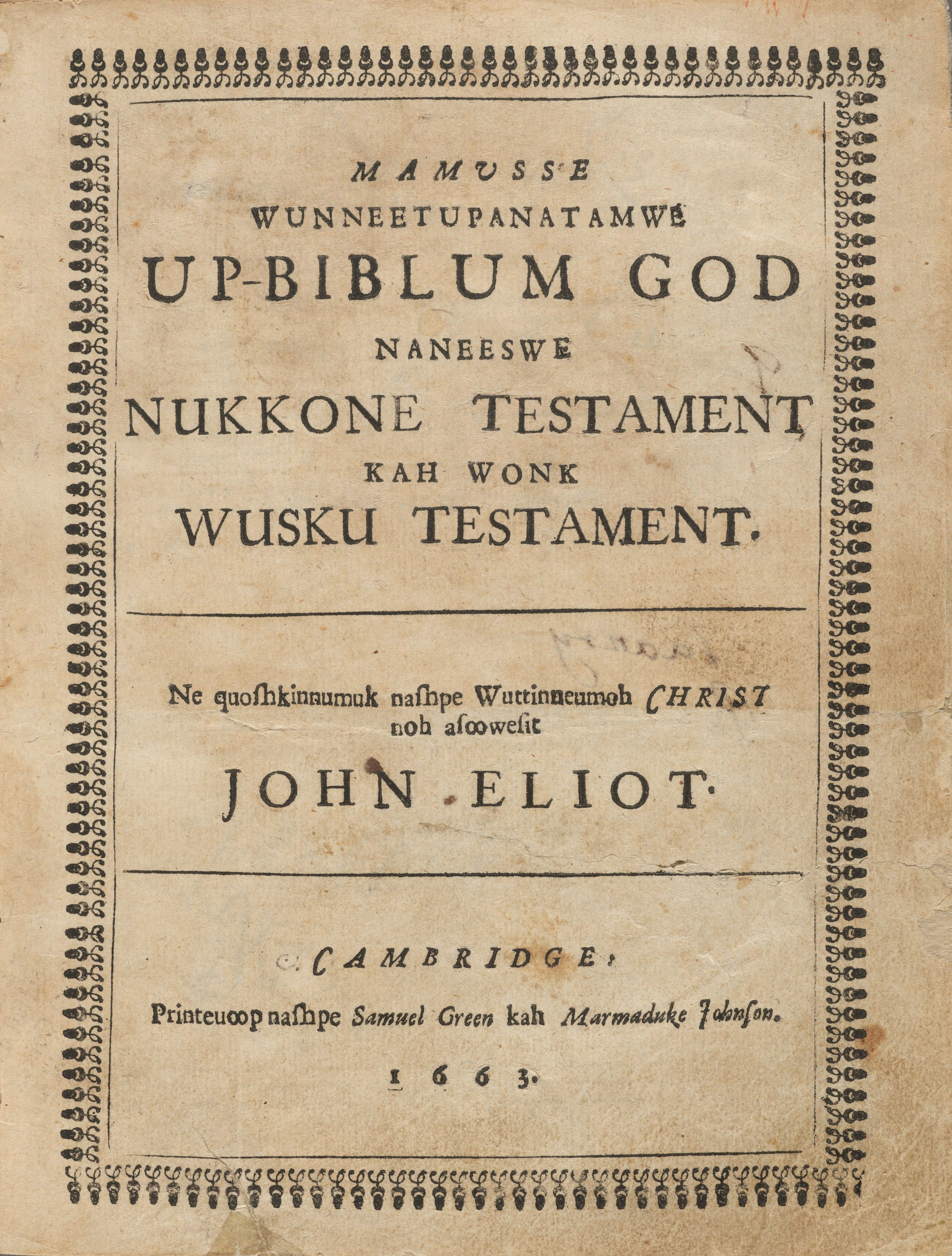
Titelseite der Indianerbibel des John Eliot (massachusett)

John Eliot, genannt ab 1660 der Apostel der Indianer (getauft 5. August 1604 in Widford, Hertfordshire; † 20. Mai 1690 in Roxbury, Massachusetts), war ein englischer Puritaner, reformierter Geistlicher und Missionar. Er war 1640 mit Mitherausgeber von The Bay Psalm Book, das das erste in Neuengland gedruckte Buch war. Er übersetzte bis 1663 die Bibel und weitere Bücher in die Massachusett-Sprache, diese Bibelübersetzung sollte für die nächsten 200 Jahre die einzige in eine indigene Sprache des amerikanischen Doppelkontinents sein.

## Leben
Eliot war der Sohn des Bauern Bennet Eliot, aber über seine Kindheit und Schulbildung ist nichts bekannt. 1618 bereits mit 14 Jahren begann Eliot am Jesus College der Universität Cambridge Theologie zu studieren und konnte sein Studium 1622 mit Erfolg (B.A.) abschließen.
Nach einigen schnell wechselnden Stellungen als Hauslehrer wurde Eliot 1629 Hilfsgeistlicher bei dem puritanischen Pfarrer Thomas Hooker in Baddow bei Chelmsford in Essex. In Amt und Würden und mit einem festen Gehalt war es Eliot im Sommer 1630 möglich, Hannah Mulford zu heiraten. Zu dieser Zeit beschäftigte er sich bereits mit dem Gedanken, in die amerikanischen Kolonien auszuwandern, um dem Hass und der Verfolgung durch William Laud, den anglikanischen Bischof, auf die Puritaner entgehen und als nonkonformer Pfarrer weiter wirken zu können. Sein Vorgesetzter Thomas Hooker war in die Niederlande geflüchtet und ging später auch nach Amerika.
Im Spätsommer 1631 setzte er seine Pläne in die Tat um, bestieg das Schiff Lyon, kam am 4. November in Boston, Massachusetts, an und ließ sich zusammen mit seiner Frau dort nieder. Dort wirkte er als Aushilfsprediger und Lehrer an verschiedenen Sonntagsschulen. Im Oktober 1632 ließ er sich mit seiner Frau in Roxbury registrieren, und einen Monat später betraute man ihn mit der Leitung des Kirchsprengels, der im Massachusetts Bay lag und nur acht Kilometer von Boston entfernt war. Dieses Amt hatte er bis an sein Lebensende inne. 1645 gründete er die bis heute bestehende Roxbury Latin School, und er war auch an der Gründung des Harvard College beteiligt.
Zwischen 1632 und 1641 war Eliot der Prediger Thomas Welde zur Unterstützung zur Seite gestellt. Ab 1649 half ihm der Missionar Samuel Danforth bis 1674 und von 1688 bis 1690 war ihm Nehemia Walter eine große Unterstützung. Seine missionarische Arbeit wurde von England aus finanziell unterstützt und führte im Juli 1649 zur Gründung der Corporation for the Promoting and Propagating the Gospel of Jesus Christ in New England, die eine der ersten englischen Missionsgesellschaften wurde.
Eliot begann nach seiner Ankunft in Neuengland bald, die Massachusett-Sprache der dortigen Narragansett- respektive Algonkin-Indianer zu lernen. Dabei half ihm John Sassamon, ein junger Wampanoag, der als Waise bei einer puritanischen Familie aufgewachsen war. Aus diesen Anfängen zeugen noch Eliots Übersetzungen des Vaterunser und der Zehn Gebote. Sein Ziel war die Missionierung der Indianer. Am 28. Oktober 1646 hielt er in Nonantum (heute Teil von Newton) im Wigwam von Waban, der sich als erster Indianer Neuenglands taufen ließ, vor Stammesmitgliedern der Nipmuck seine erste Predigt in der Massachusett-Sprache. Danach predigte er für Jahrzehnte zweimal wöchentlich bei den Indianern.
Waban wurde später ein wichtiger Gehilfe und Übersetzer John Eliots. Die bekehrten Indianer (englisch: Praying Indians) wurden in so genannten Gebetsdörfern (englisch: Praying villages oder Praying towns) angesiedelt, wo sie Englisch lesen, schreiben, Handwerk, Ackerbau, Viehzucht und Fischfang lernten und die sesshaftere Lebensweise der Engländer übernehmen konnten. 1660 gründete Elliot in Natick die erste Indianerkirche, insgesamt gründete er 14 christliche Indianersiedlungen, in denen bis zu 4.000 christliche Indianer lebten. Er predigte nicht nur, sondern übernahm auch einiges aus ihrer Alltagskultur, setzte sich für die Indianer ein und trat für ihre Persönlichkeits- und Eigentumsrechte vor Gericht auf.
1653 oder 1654 veröffentlichte Eliot in der Massachusett-Sprache, die er als die „Indianersprache“ (englisch: Indian language) bezeichnete, einen Katechismus, 1661 eine Bibelübersetzung des Neuen Testaments und 1663 die ganze Bibel in (Mamusse Wunneetupanatamwe Up-Biblum God). Bei dieser Bibel sollte es sich für die nächsten 200 Jahre um die einzige Bibelübersetzung in eine indigene Sprache des amerikanischen Doppelkontinents handeln. Diese in Cambridge von Samuel Green und Marmaduke Johnson gedruckte Bibel war die erste in Amerika, und 1685 kam unter Mithilfe von John Cotton (1640–1699) aus Plymouth eine zweite Auflage heraus. 1782, nach nochmals 97 Jahren, folgte die erste englische, die von Robert Aitken verlegt wurde. Eliot übersetzte zudem noch weitere zwanzig Bücher in die Massachusett-Sprache. Da die von ihm so genannte „Indianersprache“ nur in Teilen Neuenglands hinreichend verstanden wurde, waren seinen diesbezüglichen Bemühungen bereits geographisch enge Grenzen gesetzt.
1675 entluden sich die Spannungen zwischen Indianern und englischen Einwanderer im King Philip’s War. Viele der von Eliot gegründeten Siedlungen wurden dabei zerstört und ihre Bewohner umgesiedelt, etliche auf die Insel Deer Island. Vier Siedlungen konnten später auf seine Initiative hin wieder aufgebaut werden, doch insgesamt wurden die Indianer von den englischen Kolonialisten zunehmend ignoriert und marginalisiert. Im Alter von 86 Jahren starb der Apostel der Indianer am 20. Mai 1690 in Roxbury.

## Werke
- Mit Richard Mather (Hrsg.): The Bay Psalm Book, 1640. (1. in Amerika gedrucktes Buch; überarbeitete Neuauflage als The New England Psalm Book, 1651)[10]
- The Christian Commonwealth: or The Civil Policy Of The Rising Kingdom of Jesus Christ, London [1659].
- The Holy Bible: Containing the Old Testament and the New. Samuel Green und Marmaduke Johnson, Cambridge, MA 1663.
- The Indian Grammar, Cambridge, MA 1666, Reprint 2001.
- A Brief Narrative of the Progress of the Gospel amongst the Indians in New England, in the Year 1670, London 1671
- The Harmony of the Gospels in the Holy History of the Humiliation and Sufferings of Jesus Christ From His Incarnation to His Death and Burial. John Foster, Boston 1678.
- The Indian Grammar Begun: Or, an Essay to Bring the Indian Language Into Rules, for Help of Such as Desire to Learn the Same, for the Furtherance of the Gospel Among Them. Applewood Books, Bedford, MA 2001.
- John Eliot, Thomas Thorowgood, Richard Baxter und Michael Clark: The Eliot Tracts: With Letters From John Eliot to Thomas Thorowgood and Richard Baxter. Contributions in American history, No. 199, Praeger Publishers, Westport, CT 2003.

## Gedenktag
21. Juli im Evangelischen Namenkalender.

## Literarische Verarbeitung
Für den amerikanischen Schriftsteller mit puritanischen Wurzeln Nathaniel Hawthorne (1804–1864) spielte Eliot eine wichtige Rolle. Als Figur kommt er in seinen Werken The Whole History of Grandfather’s Chair (1840), The Scarlet Letter (1850) und in The Blithedale Romance (1852) vor.